# Entre Marx y una mujer desnuda
Entre Marx y una mujer desnuda es una película basada en el libro del ecuatoriano Jorge Enrique Adoum (1976). La historia es contada por el “Autor” (Felipe Terán), quien escribe sobre sus amigos izquierdistas en la década de los 60 en Ecuador.

## Sinopsis
La película cuenta la historia de Galo Gálvez durante la década de los sesenta en la ciudad de Quito. Un intelectual que lucha entre la marginación del Partido Comunista y la mala convivencia con su compañera de partido Margamaría, quien ha sido su novia desde la niñez.
Basada en la novela de Adoum, en el film el Autor se vuelve un personaje, narrando lo que viven sus amigos y sus propias fantasías, así la película se vuelve entre real e imaginaria.

## El proyecto
La película ecuatoriana Entre Marx y una mujer desnuda, dirigida por Camilo Luzuriaga, sobre la base de la novela del escritor ecuatoriano Jorge Enrique Adoum, se estrenó en Quito el 19 de junio de 1996.
El Grupo Cine fue la productora encargada del proyecto, que luego de 3 años de trabajo pudieron exhibir la producción, debido a la ausencia legislativa a favor de la industria cinematográfica nacional de la época.
El filme comenzó su rodaje en 1994 dentro del casco colonial de Quito, que contó con un presupuesto aproximado de 400.000 dólares.
Esta es la segunda del director Luzuriaga tras el largometraje La Tigra, basado en la obra del ecuatoriano José de la Cuadra.

## Reparto
- Arístides Vargas, como Galo Gálves

- Lissette Cabrera, como Margamaría

## Festivales
Biarritz,
Róterdam, 
Nueva York,
Chicago,
Londres,
Mar del Plata,
Calcuta. 
Ganó el premio a la Mejor Dirección de Arte en el Festival de La Habana y mejor guion en el XII Festival de Trieste, Italia.